# Ucureña
Ucureña es una población de Bolivia, situada en el Departamento de Cochabamba.

## Historia
Ucureña antiguamente se llamó La Loma, territorio comprendido desde Retama hasta Sulty, entre la carretera de Cliza a Punata, al oriente de la Provincia de Germán Jordán. Perteneció a varios dueños hasta 1920 que pasó al Monasterio de Santa Clara. A los campesinos que vivían en este territorio los llamaban "pegujaleros".

### La lucha entre Cliza y Ucureña
El 2 de agosto de 1953, en la población de Ucureña se promulgó la Ley de Reforma Agraria, bajo la consigna de "la tierra es para quien la trabaja" se distribuyo la propiedad agraria a los campesinos, que hasta ese momento se encontraban en condición de servidumbre. Pero los campesinos para trabajar las tierras se agruparon en los llamados "aines" de producción, los cuales fueron prohibidos por autoridades del Ministerio de Asuntos Campesinos, cortando así el movimiento cooperativista, a raíz de esto surgieron problemas particularmente en la zona de Ucureña-Cliza, estos hechos fueron descritos por Luis Antezana en "La lucha entre Cliza y Ucureña".
Los «ocureños» son recordados en la historia de Bolivia por la matanza que perpetraron en 1958, en Terebinto, cuando 10.000 de ellos,[cita requerida] constituidos en milicia armada del gobierno del MNR, se dirigieron a la ciudad oriental y asesinaron a jóvenes de la Unión Juvenil Cruceñista, llegando a descuartizar a varios de ellos y cometiendo una serie de atrocidades, como violaciones sexuales contra la población femenina.[cita requerida] Este oscuro episodio del gobierno de Hernán Siles Zuaso acabó dándoles fama a los ocureños, que son los habitantes de Ucureña.